# Zayin (lettre)
Pour les articles homonymes, voir Zayin.
| Phénicien | Hébreu | Hébreu | Cursive |
| --------- | ------ | ------ | ------- |
| Zayin     | ז      | ז      |         |

Zayin (ז, prononcé /z/) est la septième lettre de l'alphabet phénicien et hébreu. Elle a donné naissance à la lettre grecque Zêta (Ζ, ζ), au Z de l'alphabet latin et à son équivalent cyrillique Ze (З).
Le mot hébreu Zayin signifie une arme, et la forme de cette lettre évoque une épée ou un poignard. En argot israélien, le mot zayin désigne le sexe masculin.
Sa valeur numérique est 7.
Le caractère Unicode de ז est 05D6.

## Particularités
- Cette lettre fait partie des 7 lettres qui peuvent être couronnées de 3 taguim (תָּגִים) : 
 Ces 7 lettres sont : ג ז ט נ ע צ ש